# Адам Покора
Адам Покора (справжнє ім'я Адам де Лярто, ? — бл. 1638 Львів) — львівський архітектор епохи ренесансу, родом з Ломбардії. 

## Біографія
Походив з Борміо у провінції Ломбардія. Збереглось мало біографічних відомостей. Прийняв львівське міське право (громадянство) 1591 року. Член львівського цеху будівничих. Отримав цехове прізвисько Покора. Товаришував із архітектором Амброзієм Прихильним. 1605 року купив спільно з Прихильним будинок на вулиці Зарванській (нині Староєврейська, 26). 1611 року спільно з напарником перебудував його. Одночасно, разом з тим же Амвросієм Прихильним будував сусідній наріжний будинок (нині № 28) на замовлення львівського райці Томи Карча. Спільно з Прихильним брав участь у будівництві синагоги «Золота Роза» за проектом Павла Щасливого. Займався будівництвом львівського монастиря кармелітів взутих, донині майже не збереженого (залишки збереглись на теперішній вулиці Князя Романа). Мав доньку і чотирьох синів. Один з них, званий Яном Покоровичем, також став архітектором. Донька Катерина стала дружиною архітектора Миколи Сильвестрі.
Мечислав Орлович вважав його правдоподібним будівничим костелу кармелітів босих у Львові.